# کوسالار (اوچ‌هاچا)
کوسالار یکی از روستاهای استان آذربایجان شرقی است که در دهستان اوچ‌هاچا بخش مرکزی شهرستان اهر واقع شده‌است.این روستا ۱۰۶ نفر جمعیت دارد.